# Sapiãos
Sapiãos é uma população portuguesa sede da Freguesia de Sapiãos do Município de Boticas, freguesia com 21,1 km² de área e 397 habitantes (censo de 2021), tendo, por isso, uma densidade populacional de 18,8 hab./km².

## Geografia
A aldeia de Sapiãos encontra-se na base da serra do Leiranco e é atravessada pelo rio Terva. Com acesso directo à vila de Boticas e à cidade de chaves pela estrada nacional 103, é uma aldeia com um rico património cultural tanto no que diz respeito a esculturas antropomórficas como a igrejas e capelas romanas que se encontram em perfeito estado de conservação. Possui ainda um castro "dos Mouros", de elevado valor patrimonial.
A principal fonte de rendimentos da aldeia provém da agricultura, uma vez que contém terrenos propícios a determinados tipos de cultura.

## Demografia
A população registada nos censos foi:
| Distribuição da População por Grupos Etários | Distribuição da População por Grupos Etários | Distribuição da População por Grupos Etários | Distribuição da População por Grupos Etários | Distribuição da População por Grupos Etários |
| -------------------------------------------- | -------------------------------------------- | -------------------------------------------- | -------------------------------------------- | -------------------------------------------- |
| Ano                                          | 0-14 Anos                                    | 15-24 Anos                                   | 25-64 Anos                                   | > 65 Anos                                    |
| 2001                                         | 63                                           | 56                                           | 255                                          | 152                                          |
| 2011                                         | 56                                           | 43                                           | 244                                          | 145                                          |
| 2021                                         | 16                                           | 36                                           | 185                                          | 160                                          |

## Património
- Capela de Santo Amaro, em Sapelas;
- Capela da Senhora dos Milagres;
- Capelas das Almas, em Sapião;
- Igreja Paroquial de São Pedro, em Sapiãos.

## Coletividades
Sapiãos conta ainda com um grupo recreativo, a Associação cultural, Recreativa e Desportiva da Serra do Leiranco, que regularmente organiza celebrações.

## Festas e tradições
Sendo uma aldeia fortemente religiosa conta com a festa do "Corpo de Deus", feriado semanal - quinta-feira - realizada anualmente (em Maio ou Junho - sendo uma data móvel) e angaria uma enorme quantidade de visitantes.